# Naoki Sugai
Naoki Sugai (菅井 直樹, Sugai Naoki) est un footballeur japonais né le 21 septembre 1984 à Yamagata. Il est milieu de terrain.

## Palmarès
- Champion de J-League 2 en 2009 avec le Vegalta Sendai